# Route 9 (Film)
Route 9 ist ein US-amerikanischer Thriller aus dem Jahr 1998 von Regisseur Davis Mackay.

## Handlung
Die Polizisten Booth Parker und Earl Whitney finden am Schauplatz einer geplatzten Drogenübergabe 1,5 Millionen Dollar. Da alle Beteiligten tot sind, unterschlagen die beiden die Banknoten. Sie beschließen, das Geld zu vergraben und zu warten, bis Gras über die Sache gewachsen ist. Aber schon bald stellt sich heraus, dass einer der Toten ein Undercover-Agent war. Die Drogenfahndung schaltet sich ein. Als der Gerichtsmediziner Jesse Segundo versucht, Parker und Whitney zu erpressen, wird die Situation immer prekärer. Parker und Whitney halten sich zudem nicht an ihre Abmachung und geben vorzeitig einen Teil des gefundenen Geldes aus.
Als Parkers Geliebte erschossen wird, sieht er keinen Sinn mehr darin, weiterzumachen. Whitney will das nicht hinnehmen und erschießt ihn, um allein mit dem Geld zu flüchten. Doch im Versteck findet er nur einen Brief von Parker: er habe das Geld an einen anderen Ort gebracht, um zu vermeiden, dass Whitney nochmal vorzeitig davon nimmt.
Als Whitney versucht, sich seiner Verhaftung zu entziehen, wird er von einer Ermittlerin der Drogenfahndung erschossen.